# Nationalpark Jaú
Der Nationalpark Jaú (portugiesisch Parque Nacional do Jaú) ist mit einer Fläche von 23.673,4 km² nach dem Nationalpark Montanhas do Tumucumaque der zweitgrößte  Brasiliens. Er befindet sich am Rio Negro im Bundesstaat Amazonas – etwas mehr als 200 km nordwestlich von Manaus im Amazonasbecken. Das nach dem Rio Jaú, einem Nebenfluss des Amazonas, benannte Schutzgebiet wurde am 24. September 1980 gegründet und im Jahr 2000 von der UNESCO zum Weltnaturerbe erklärt. 2003 wurde er auf insgesamt über 52.000 km² zum „Naturschutzkomplex Zentralamazonien“ (portugiesisch Complexo de Conservação da Amazônia Central) erweitert.
Auf den zeitweise überschwemmten Flächen leben Jaguare, Tapire, Seekühe und Krokodile. Man kann den Park von Manaus mit dem Boot erreichen.